# Karlheinz Hoffmann (Jesuit)
Karlheinz Hoffmann SJ (* 31. Oktober 1927 in Hamborn; † 19. Januar 2012 in Köln-Mülheim) war ein deutscher Jesuit und Journalist.

## Leben
Nach dem Schulbesuch in Hamborn (1934–1943) und Kriegsende konnte er 1947 in Warendorf sein Abitur machen. Er begann zunächst ein Lehramtsstudium an der Westfälischen Wilhelms-Universität Münster. Am 7. September 1949 trat er der Ordensgemeinschaft der Jesuiten bei. Am 31. Juli 1959 empfing er die Priesterweihe.
Karlheinz Hoffmann war von 1961 bis 1969 Fernsehbeauftragter der Deutschen Bischofskonferenz beim ZDF. Von 1967 bis 1969 war er Leiter der „Katholischen Fernseharbeit in Deutschland“. Nach seiner Promotion 1970 an der Johannes Gutenberg-Universität Mainz über den griechischen Philosophen Plotin wechselte er zu Radio Vatikan und war Leiter der deutschsprachigen Sektion. 
Er war Gründer der deutschsprachigen Ausgabe des „L’Osservatore Romano“. Papst Paul VI. berief ihn 1973 in die Leitung als Untersekretär der Vatikanischen Medienkommission, des heutigen Päpstlichen Rats für die sozialen Kommunikationsmittel. Sein Nachfolger wurde der Schweizer Hans-Peter Röthlin. Hoffmann war 17 Jahre lang deutscher Kommentator der Übertragung päpstlicher Ansprachen und des Segens Urbi et Orbi.
Nach seiner Pensionierung 1990 kehrte er nach Duisburg zurück und engagierte sich in der Krankenhaus- und Gemeindeseelsorge. Er starb 2012 im Alter von 84 Jahren und wurde in einer Gemeinschaftsgrabstätte der Jesuiten auf dem Kölner Melaten-Friedhof beigesetzt.

## Schriften
- Die Wege des Denkens zum É́v bei Plotin. Mainz 1970.
- Kirche und Wirtschaftsgesellschaft. Hanstein 1974, ISBN 3775675523.